# 599
Cette page concerne l'année 599  du calendrier julien. Pour l'année 599 av. J.-C., voir 599 av. J.-C. Pour le nombre 599, voir 599 (nombre).
L'année 599 est une année commune qui commence un jeudi.

## Événements
- 23 avril : Uneh Chan, roi de Calakmul mène une expédition militaire contre Palenque et met la ville à sac. Début d'une rivalité entre les dirigeants de Palenque et Calakmul (599-611)[1].

- Mai : le pape Grégoire félicite l'exarque de Ravenne Callinicus pour ses victoires sur les Slaves[2].
- Été : rupture de la paix entre Byzance et les Avars[3]. Les généraux byzantins Priscus et Comentiolus traversent le Danube par la forteresse de Viminacium et battent les Avars et leurs alliés slaves en Pannonie[4]
- Automne : Maurice rend les prisonniers avars[3]. Comentiolus franchit la passe de Trajan et ramène avec difficulté ses troupes jusqu'à Philippopolis (599/600)[4].

- Thibert II, entraîné par les leudes d’Austrasie, prive sa grand-mère Brunehilde de toute influence. Elle se réfugie en Bourgogne chez son autre petit-fils Thierry II de Bourgogne[5].

- Peste en Gaule (599 et 605)[6].

## Décès en 599
- Taliesin, barde breton.